# NGC 7101
NGC 7101 (другие обозначения — PGC 67118, MCG 1-55-7, ZWG 402.12, NPM1G +08.0499) — галактика в созвездии Пегас.
Этот объект входит в число перечисленных в оригинальной редакции «Нового общего каталога».